# Stichprobenverzerrung
Eine Stichprobenverzerrung (englisch selection bias, selection effect, oder sampling bias) ist eine statistische Verzerrung bei der Auswahl von Stichprobeneinheiten. 
Eine Methode, mit Stichprobenverzerrungen umzugehen, ist die Heckman-Korrektur.
Stichprobenverzerrungen treten beispielsweise durch nicht-zufällig unterschiedliche Teilnahmebereitschaften von Personen in der empirischen Sozialforschung auf (siehe Schweigeverzerrung, Selbstselektion). Ein anderes Beispiel ist der Survivorship Bias, der auftritt, wenn in einer Erfolg/Misserfolg-Untersuchung nur die Erfolgreichen betrachtet werden.

### Anwendungen
- Geddes, Barbara: How the Cases You Choose Affect the Answers You Get: Selection Bias in Comparative Politics, in: Political Analysis 2 (1990), 1, S. 131–150.